# Mönchswaldsänger
Der Mönchswaldsänger (Cardellina pusilla, Syn.: Wilsonia pusilla) ist ein kleiner Vogel in der Familie der Waldsänger (Parulidae). Die American Ornithologists’ Union hat die Spezies 2011 in die Gattung Cardellina eingeordnet, davor war der Vogel in Wilsonia.
Das Gefieder ist auf der Oberseite olivbraun bis grünbraun. Bei dem Männchen ist die Krone schwarz. Das Unterseitengefieder ist gelb. Beim Weibchen ist die Scheitelkappe kleiner und meist mit gelben Federn durchsetzt. Ansonsten besteht kein Färbungsdimorphismus.
Mönchswaldsänger ernähren sich überwiegend von Insekten, die sie auch im Flug fangen.
Ihre schalenförmigen Nester legen die Mönchswaldsänger auf dem Boden an. Ein Gelege umfasst vier bis sechs Eier.
Die Brutgebiete befinden sich im offenen Waldland im Norden von Nordamerika, von Kanada bis in den Süden, vorwiegend im Westen von Nordamerika. Im Winter ziehen sie nach Mittelamerika und kommen auch als seltene Gäste in Westeuropa vor.